# 池西村
池西村（いけにしむら）は、香川県香川郡にあった村。
村役場はその後、池西農村環境改善センターになっている。

## 人口
| \| 1920年（大正9年） \| 2,136人 \| \| \| 1925年（大正14年） \| 2,067人 \| \| \| 1930年（昭和5年） \| 2,199人 \| \| \| 1935年（昭和10年） \| 2,132人 \| \| \| 1940年（昭和15年） \| 2,168人 \| \| \| 1947年（昭和22年） \| 2,986人 \| \| \| 1950年（昭和25年） \| 3,044人 \| \| \| 1955年（昭和30年） \| 2,889人 \| \| |         |  |
| 総務省統計局 / 国勢調査（1955年） |         |  |
| 1920年（大正9年） | 2,136人 |  |
| 1925年（大正14年） | 2,067人 |  |
| 1930年（昭和5年） | 2,199人 |  |
| 1935年（昭和10年） | 2,132人 |  |
| 1940年（昭和15年） | 2,168人 |  |
| 1947年（昭和22年） | 2,986人 |  |
| 1950年（昭和25年） | 3,044人 |  |
| 1955年（昭和30年） | 2,889人 |  |

## 歴史
- 1890年2月15日 - 町村制施行に伴い、香川郡池内村（いけのうちむら）、西庄村（にしのしょうむら）、横井村（よこいむら）が合併し、池西村が発足。
- 1956年9月30日 - 由佐村と新設合併し、香南町が発足。同日付で池西村を廃止。